# Liste karolingischer Bauwerke
Die Liste karolingischer Bauwerke gibt einen Überblick von erhaltenen oder fragmentarisch erhaltenen Bauwerken aus der Karolingerzeit vom 8. bis Anfang des 10. Jahrhunderts in Mittel- und Westeuropa. Die Bauwerke sind nach Ländern und Regionen chronologisch nach ihrer Entstehungszeit geordnet.

## Deutschland

### Baden-Württemberg
| Bild | Bauwerk                                            | Ort                                | Entstehungszeit        | Anmerkung |
| ---- | -------------------------------------------------- | ---------------------------------- | ---------------------- | --- |
|      | Münster St. Maria und Markus                       | Kloster Reichenau, Insel Reichenau | 816                    | dreischiffige Basilika, ehemalige Klosterkirche in Mittelzell, heute katholische Pfarrkirche. Ihr ältester Bauteil wurde 816 geweiht. |
|      | Sylvesterkapelle                                   | Goldbach bei Überlingen            | um 840                 | Das Baudatum der Kapelle ist nicht genau gesichert                                                                                    |
|      | Georgskirche                                       | Oberzell, Insel Reichenau          | um 900                 | dreischiffige Basilika mit niedrigen Seitenschiffen, Vierungsturm und rechteckigem Ostchor                                            |
|      | Teile (Stollen) der Krypta des Konstanzer Münsters | Konstanz                           | um 900                 | Wahrscheinlich wurde die Krypta für die Gebeine des Hl. Pelagius angelegt                                                             |
|      | Krypta des Fridolinsmünsters                       | Bad Säckingen                      | frühes 11. Jahrhundert | Zwei tonnengewölbte Gänge führen in den Hauptraum der früheren romanischen Apsis                                                      |

### Bayern
| Bild | Bauwerk                   | Ort                          | Entstehungszeit                                        | Anmerkung |
| ---- | ------------------------- | ---------------------------- | ------------------------------------------------------ | --- |
|      | Marienkirche              | Festung Marienberg, Würzburg | nicht vor 704 oder nach alternativer Quelle 741 erbaut | stilistisch eher merowingischer Rotundenbau |
|      | Gnadenkapelle             | Altötting                    | zwischen 8. und 10. Jahrhundert                        | vielleicht nur ottonisch |
|      | Vierungskirche            | Neustadt am Main             | 781                                                    | Dreischiffige Vierung, eingeweiht durch Karl den Großen, Bischof Lullus von Mainz und Bischof Willibald von Eichstätt. Der untere Teil des Vierungsturm ist noch erhalten. |
|      | Kloster Sankt Emmeram     | Regensburg                   | nach 781                                               | Ringkrypta und Grundmauern der Basilika |
|      | Torhalle                  | Kloster Frauenchiemsee       | 782                                                    | Der Dom steht auf karolingischen Fundamenten, das Kirchengebäude stammt aus dem 11. Jahrhundert                                                                            |
|      | Sola-Basilika             | Solnhofen                    | erste Hälfte des 9. Jahrhunderts                       | Teilweise Ruine, Datierung umstritten |
|      | Galluskirche (Pappenheim) | Pappenheim                   | erste Hälfte des 9. Jahrhunderts                       | Ursprünglich eine Basilika, Turm 11. Jh., Apsis und Seitenschiffe gotisch                                                                                                  |

### Hessen
| Bild | Bauwerk                                   | Ort                      | Entstehungszeit                    | Anmerkung                                                                              |
| ---- | ----------------------------------------- | ------------------------ | ---------------------------------- | -------------------------------------------------------------------------------------- |
|      | Kapelle St. Brigida                       | Büraburg bei Fritzlar    | 543–668 bzw. 558–667               | in seinen Ursprüngen ältester Kirchenbau östlich des Limes                             |
|      | Königspfalz                               | Frankfurt am Main        | ca. 6. Jahrhundert                 | erste urkundliche Erwähnung 794                                                        |
|      | Wehrhöfe in der Burgruine Wartenberg      | Angersbach in Wartenberg | ca. 700                            | nicht mehr erhalten                                                                    |
|      | Krypta Kloster Schlüchtern                | Schlüchtern              | vor 800                            | ursprünglich dreischiffige Kirche                                                      |
|      | Michaelskirche                            | Fulda                    | 820 bis 822                        | älteste Grabeskirche Deutschlands                                                      |
|      | Friedhofskapelle                          | Bad König                | erstes Viertel des 9. Jahrhunderts | Teilweise Ruine                                                                        |
|      | Justinuskirche                            | Frankfurt-Höchst         | um 830                             | ältestes erhaltenes Gebäude von Frankfurt                                              |
|      | Kapitelle in der ehem. Benediktinerkirche | Rasdorf bei Fritzlar     | 831                                | 1274 im gotischen Stil umgebaut                                                        |
|      | Basilika St. Marcellinus und Petrus       | Seligenstadt             | 834                                | dreischiffige Basilika mit kreuzförmigem Grundriss, zur Karolingerzeit T-förmig        |
|      | St. Peter                                 | Petersberg               | Mitte 9. Jahrhundert               | älteste erhaltene Wandmalereien Deutschlands                                           |
|      | Torhalle                                  | Kloster Lorsch, Lorsch   | ca. Mitte 9. Jahrhundert           | Seit 1991 auf Liste des Weltkulturerbes der UNESCO                                     |
|      | Einhardsbasilika                          | Steinbach (Michelstadt)  | 9. Jahrhundert                     | zum Großteil erhaltenes karolingisches Mauerwerk im Mittelschiff, Nebenchor und Krypta |
|      | Laurentiuskirche                          | Trebur                   | 9. Jahrhundert                     | Vorhalle und östliches Querschiff aus karolingischer Zeit, Reste der Pfalz Trebur      |

### Nordrhein-Westfalen
| Bild | Bauwerk                                          | Ort                    | Entstehungszeit          | Anmerkung                                                                                                   |
| ---- | ------------------------------------------------ | ---------------------- | ------------------------ | --- |
|      | Hünenburg                                        | Stadtlohn              | um 775                   | vergleichsweise gut erhaltene Wallburg, Bodendenkmal                                                        |
|      | Granusturm des Aachener Rathauses                | Aachen                 | 788                      | ursprünglich Teil der Kaiserpfalz Karls des Großen                                                          |
|      | Pfalzkirche Karls des Großen, heute Aachener Dom | Aachen                 | ca. ab 793/794           | überlieferter Baumeister war Odo von Metz                                                                   |
|      | Laurentiuskirche                                 | Bünde                  | vor dem 8. Jh.           | Urpfarrkirche der Diözese Osnabrück                                                                         |
|      | Kaiserpfalz Karls des Großen                     | Paderborn              | Ende des 8. Jahrhunderts | nur karolingische Grundmauern erhalten                                                                      |
|      | Turm der Pfarrkirche St. Gangolf                 | Hiddenhausen           | um 800                   | ursprünglich als Wehr- und Speicherturm eines karolingischen Hofes errichtet, später zum Kirchturm umgebaut |
|      | St.-Walburga-Kirche                              | Meschede               | zwischen 804 und 860     | anfangs noch keine Kirche, sondern ein Oratorium                                                            |
|      | Reichsabtei Kornelimünster                       | Kornelimünster         | 817                      | Die dreischiffige Basilika wurde Ende des 9. Jahrhunderts zerstört                                          |
|      | Westwerk der Abteikirche Corvey                  | Höxter                 | 822                      | Das Westwerk wurde im 9. Jahrhundert als Dreiturmanlage erbaut                                              |
|      | Kloster Möllenbeck                               | Rinteln-Möllenbeck     | nach 900                 | Flankentürme des Westwerks, Mittelturm 1248 durch Brand zerstört                                            |
|      | Lambertuskapelle Ramrath                         | Rommerskirchen-Ramrath | 9./10. Jahrhundert       | Saalkirche mit eingezogenem Rechteckchor aus dem 9. Jahrhundert, Seitenschiff aus dem 12. Jahrhundert       |

### Rheinland-Pfalz
| Bild | Bauwerk        | Ort                | Entstehungszeit        | Anmerkung |
| ---- | -------------- | ------------------ | ---------------------- | --- |
|      | Kaiserpfalz    | Ingelheim am Rhein | erste Erwähnung 742/43 | ursprünglich acht Hofgruppen mit zugehörigen Gräberfeldern in fränkischer Zeit                                        |
|      | Magnuskirche   | Worms              | 8. Jahrhundert         | erhalten aus karolingischen Zeit sind drei heute zu Nischen umgestaltete Fenster und Teile der nördliche Langhauswand |
|      | Johanniskirche | Mainz              | Weihe 910              | eine der wenigen erhaltenen spätkarolingischen Kirchenbauten                                                          |

### Sachsen-Anhalt
| Bild | Bauwerk                         | Ort        | Entstehungszeit     | Anmerkung |
| ---- | ------------------------------- | ---------- | ------------------- | --- |
|      | Wallanlagen der Burg Freckleben | Freckleben | erste Erwähnung 762 | die Wallanlagen sind heute erhalten                                                                                     |
|      | Ursprung des Klosters Wendhusen | bei Thale  | um 825              | ältestes Kanonissenstift im Osten Deutschlands, Westbau der Stiftskirche erhalten                                       |
|      | Ursprung der Burg Querfurt      | Querfurt   | 9. Jahrhundert      | im Hersfelder Zehntverzeichnis als zehntpflichtiger Ort Curnfurt erstmals urkundlich erwähnt (Ende des 9. Jahrhunderts) |

### Thüringen
| Bild | Bauwerk                | Ort  | Entstehungszeit      | Anmerkung                                                        |
| ---- | ---------------------- | ---- | -------------------- | ---------------------------------------------------------------- |
|      | Wehrkirche St. Michael | Rohr | zwischen 815 und 820 | das Kloster der Kirche diente im 10. Jahrhundert als Kaiserpfalz |

## Benelux
| Bild | Bauwerk        | Ort        | Entstehungszeit | Anmerkung                                                    |
| ---- | -------------- | ---------- | --------------- | ------------------------------------------------------------ |
|      | St. Willibrord | Echternach | 697/698         | in der Krypta befindet sich das Grab des Heiligen Willibrord |

## Frankreich
| Bild | Bauwerk                                   | Ort                          | Entstehungszeit    | Anmerkung |
| ---- | ----------------------------------------- | ---------------------------- | ------------------ | --- |
|      | Saint-Germain d’Auxerre                   | Auxerre                      | vor 448            | Die ursprüngliche Grabkapelle von Germanus von Auxerre wurde in karolingischer Zeit zu einer Abtei erweitert.                    |
|      | Krypta der Abtei Saint-Pierre             | Flavigny-sur-Ozerain         | 717                | In der Krypta werden seit 874 die Reliquien der Heiligen Regina aufbewahrt.                                                      |
|      | Theodulfs Kapelle                         | Germigny-des-Prés            | 806                | erbaut durch Theodulf von Orléans                                                                                                |
|      | Abteikirche von St.Philbert de Grand Lieu | Département Loire-Atlantique | 847                | Die Mönche von Noirmoutier errichteten zu Ehren des Heiligen Philibert eine Priorei in Déas, aus der sich die Abtei entwickelte. |
|      | Krypta der Kirche Saint-Pierre de Lémenc  | Chambéry                     | ca. 9. Jahrhundert | Die Krypta aus dem 11. Jahrhundert geht auf einen Vorgängerbau zurück, der auf das 9. Jahrhundert geschätzt wird.                |
|      | Kathedrale von Beauvais                   | Beauvais                     | nach 900           | Reste des Langhauses der karolingischen Kathedrale                                                                               |
|      | Saint-Michel-de-Cuxa                      | bei Perpignan                | um 940             | Das Kloster ist eine Tochtergründung der Abtei Saint-André d’Eixalada.                                                           |
|      | Saint-Philibert                           | Tournus                      | nach 950           | ungewöhnliche Wölbung und Ostbau. Krypta von 875                                                                                 |

## Schweiz
| Bild | Bauwerk                        | Ort                   | Entstehungszeit | Anmerkung                                              |
| ---- | ------------------------------ | --------------------- | --------------- | ------------------------------------------------------ |
|      | Benediktinerkloster St. Johann | Müstair, Graubünden   | 8. Jahrhundert  | aufgenommen von der UNESCO in die Liste Weltkulturerbe |
|      | Kirche St. Peter Mistail       | Mistail, Graubünden   | um 800          | einzige unverbaute Dreiapsidenkirche der Schweiz       |
|      | Kirche Sogn Pieder             | Domat/Ems, Graubünden | nach 774        | Saalkirche mit hufeisenförmiger Apsis                  |
|      | Kapelle St. Martin             | Cazis, Graubünden     | vor 800         | Saalkirche mit Lisenen                                 |

## Österreich
| Bild | Bauwerk     | Ort      | Entstehungszeit | Anmerkung                             |
| ---- | ----------- | -------- | --------------- | ------------------------------------- |
|      | Pfalzkirche | Karnburg | um 888          | eine der ältesten Kirchen Österreichs |

## Italien und Adriaraum
| Bild | Bauwerk              | Ort       | Entstehungszeit       | Anmerkung |
| ---- | -------------------- | --------- | --------------------- | --- |
|      | San Salvatore        | Brescia   | nach 755              | zur Zeit der Karolinger war das Kloster das Zentrum der Stadt                                                       |
|      | Santa Sofia          | Benevento | 760                   | kreisrunder Zentralraum mit seitlich sternförmig gezackten Nischen, von drei Apsiden abgeschlossen                  |
|      | St. Benedikt         | Mals      | vor 800               | Säulenfragment und Fresken, darunter einmaliges Monumentalbild eines fränkischen Adeligen                           |
|      | Santa Maria in Valle | Friaul    | 8. Jahrhundert        | die Kirche war möglicherweise eine langobardische Pfalzkapelle. Sie wird deshalb auch Tempietto Longobardo genannt. |
|      | Kirche Sv. Donat     | Zadar     | Anfang 9. Jahrhundert | die zweigeschossige Rundkirche ist das Symbol der Stadt                                                             |
|      | San Zeno             | Bardolino | um 807                | in ihrer ursprünglichen Form nahezu vollständig erhalten                                                            |